# 费广泰
费广泰（1903年—1969年），辽宁锦西人，中华人民共和国政治人物。
担任矿山安全专家。抚顺矿务局龙凤矿第一副矿长，局主任工程师。1954年，当选第一届全国人民代表大会代表。9月，他出席第一届全国人大第一次会议讨论宪法草案，期间并发言。